# Foordita
La foordita es la forma mineral de un óxido múltiple cuya composición es Sn2+(Nb,Ta)2O6. 
Fue descubierto por Petr Cerny, André M. Fransolet, T. Scott Ercit y R. Chapman en el río Sebeya (Ruanda) en 1988. Debe su nombre al mineralogista estadounidense Eugene Edward Foord (1946-1998).

## Propiedades
La foordita tiene color pardo oscuro, pardo amarillento o pardo oliváceo. Es un mineral semitransparente de brillo vítreo o adamantino, apagado en superficies erosianadas.
Es frágil y tiene una dureza de 6 en la escala de Mohs y una densidad de 6,73 g/cm³.
Cristaliza en el sistema monoclínico, clase prismática (2/m).
Contiene entre un 27 y un 42% de Ta2O5, entre un 27 y un 40% de Nb2O5 y aproximadamente un 26% de SnO. La principal impureza que suele tener es plomo, pudiendo el contenido de PbO alcanzar el 6%.
Es miembro del grupo mineralógico que lleva su nombre, grupo de la foordita; el otro único miembro de este grupo es la thoreaulita, con la que forma una serie en la que va variando el contenido de plomo.

## Morfología y formación
La foordita tiene hábito masivo, como granos extremadamente finos formados por intercrecimiento con otros minerales. Aparece asociada con columbita-(Fe), casiterita, plumbomicrolita de estaño e ixiolita.
Es un mineral muy poco frecuente que se ha encontrado en cantos aluviales provenientes de una pegmatita de granito formada en condiciones reductoras deficientes en Fe, Mn, Na, Ca y F.

## Yacimientos
La localidad tipo se encuentra en Lutsiro, en el río Sebeya (Ruanda), un enclave con numerosas pegmatitas, vetas de cuarzo y depósitos aluviales y eluviales.
Además de este, los únicos depósitos conocidos se encuentran en la República Democrática del Congo, en Kivu y Katanga; en esta última provincia, la foordita se localiza en la mina Manono, gigantesca pegmatita explotada para la extracción de coltán.